# Джастін Гетлін
Джастін Гетлін (англ. Justin Gatlin, нар. 10 лютого 1982) — американський легкоатлет, який спеціалізується в спринті, олімпійський чемпіон та призер Олімпійських ігор, чемпіон та призер чемпіонатів світу.
Золоту олімпійську медаль та звання олімпійського чемпіона Гетлін виборов на Афінській олімпіаді 2004 року, в бігу на 100 метрів. На тій же Олімпіаді він здобув срібло в естафеті та бронзу в бігу на 200 метрів. На чемпіонаті світу 2005 року, що проходив у Гельсінкі, Гетлін виграв змагання з бігу на 100 та 200 метрів.
У 2006 році його дискваліфікували за допінг спочатку на 8 років, а після апеляції скоротили строк дискваліфікації до чотирьох років. Гетлін повернувся в легку атлетику у 2010, коли в спринтерському бігові домінував Усейн Болт. Після повернення Гетлін виграв ще дві олімпійські медалі, а також медалі чемпіонатів світу в Москві та Пекіні. Нарешті, на чемпіонаті світу 2017 року, що проходив у Лондоні, Гетлін зумів перемогти Болта на стометрівці.
У віці 37 років спортсмен поповнив свій медальний доробок срібною медаллю на стометрівці та «золотом» в естафеті 4×100 метрів на чемпіонату світу-2019.
У лютому 2022 оголосив про завершення змагальної кар'єри.

## Виступи на основних міжнародних змаганнях
| Рік  | Змагання                     | Місто          | Місце | Дисципліна   | Примітки |
| ---- | ---------------------------- | -------------- | ----- | ------------ | -------- |
| 2003 | Чемпіонат світу в приміщенні | Бірмінгем      | 1     | 60 метрів    |          |
| 2004 | Олімпійські ігри             | Афіни          | 1     | 100 метрів   |          |
| 2004 | Олімпійські ігри             | Афіни          | 3     | 200 метрів   |          |
| 2004 | Олімпійські ігри             | Афіни          | 2     | 4×100 метрів |          |
| 2005 | Чемпіонат світу              | Гельсінкі      | 1     | 100 метрів   |          |
| 2005 | Чемпіонат світу              | Гельсінкі      | 1     | 200 метрів   |          |
| 2011 | Чемпіонат світу              | Тегу           | 4пф3  | 100 метрів   |          |
| 2011 | Чемпіонат світу              | Тегу           | DNF   | 4×100 метрів |          |
| 2012 | Чемпіонат світу в приміщенні | Стамбул        | 1     | 60 метрів    |          |
| 2012 | Олімпійські ігри             | Лондон         | 3     | 100 метрів   |          |
| 2012 | Олімпійські ігри             | Лондон         | DQ    | 4×100 метрів |          |
| 2013 | Чемпіонат світу              | Москва         | 2     | 100 метрів   |          |
| 2013 | Чемпіонат світу              | Москва         | 2     | 4×100 метрів |          |
| 2015 | Світові естафети             | Нассау         | 1     | 4×100 метрів |          |
| 2015 | Світові естафети             | Нассау         | DQ    | 4×200 метрів |          |
| 2015 | Чемпіонат світу              | Пекін          | 2     | 100 метрів   |          |
| 2015 | Чемпіонат світу              | Пекін          | 2     | 200 метрів   |          |
| 2015 | Чемпіонат світу              | Пекін          | DQ    | 4×100 метрів |          |
| 2016 | Олімпійські ігри             | Ріо-де-Жанейро | 2     | 100 метрів   |          |
| 2016 | Олімпійські ігри             | Ріо-де-Жанейро | 2пф3  | 200 метрів   |          |
| 2016 | Олімпійські ігри             | Ріо-де-Жанейро | DQ    | 4×100 метрів |          |
| 2017 | Світові естафети             | Нассау         | 1     | 4×100 метрів |          |
| 2017 | Чемпіонат світу              | Лондон         | 1     | 100 метрів   |          |
| 2019 | Світові естафети             | Йокогама       | 2     | 4×100 метрів |          |
| 2019 | Чемпіонат світу              | Доха           | 2     | 100 метрів   | [ 4 ]    |
| 2019 | 1                            | 4×100 метрів   | [ 5 ] |              |          |